# Mariano Cuenco
Mariano Jesús Diosomito Lopez Cuenco (* 16. Januar 1888 in Carmen, Cebu; † 25. Februar 1964) war ein philippinischer Politiker und Schriftsteller.

## Biografie
Nach dem Schulbesuch studierte er am Colegio de San Carlos in Cebu und schloss dieses 1904 mit einem Bachelor of Arts (B.A.) ab. Danach studierte er Rechtswissenschaft an der Escuela de Derecho, der späteren Manila Law School, und beendete das Studium dort 1911 und legte die Zulassungsprüfung zum Rechtsanwalt 1913 ab.
Seine politische Laufbahn begann er 1912 mit der Wahl zum Mitglied der Versammlung der Philippinen (Philippine Assembly), in der er nach mehreren Wiederwahlen bis 1928 die Interessen des 5. Wahlbezirks von Cebu vertrat. 1931 wurde er zum Gouverneur der Provinz Cebu gewählt und war zugleich für einige Zeit Präsident der Liga der Provinzgouverneure. 1934 erfolgte seine Wahl zum Mitglied des Verfassungskonvents (Constitutional Convention), in dem er zugleich Fraktionsvorsitzender (Floor Leader) wurde.
Nach der Schaffung des Commonwealth der Philippinen 1935 wurde er von Präsident Manuel Quezon von 1936 bis 1939 als Minister für öffentliche Arbeiten und Kommunikation in dessen Kabinett berufen. 1938 war er zugleich für einige Zeit auch kommissarischer Minister für Landwirtschaft, Handel und Arbeit.
1942 wurde er erstmals zum Mitglied des Senats gewählt und 1946 für eine sechsjährige Amtszeit wiedergewählt. Im Februar 1949 wurde er Senatspräsident und bekleidete dieses Amt bis März 1952. Zugleich war er Vorsitzender des Ernennungsausschusses (Commission on Appointments). In diesen Funktionen ebnete er den Weg für zahlreiche Reformen und seine sichtbaren Beiträge führten zu einer effektiveren Arbeitsweise des Legislativorgans.
Im November 1953 wurde er wiederum zum Senator gewählt und bekleidete dieses Amt nach einer weiteren Wiederwahl 1959 bis zum Jahr 1965. Von 1957 bis 1959 war er Vorsitzender des einflussreichen Ausschusses für öffentliche Rechenschaftspflicht, das sogenannte Blue Ribbon Committee, der sich mit der Aufklärung von Bestechung und Korruption in der Regierung befasst.
Cuenco war darüber hinaus als Schriftsteller bekannt und zunächst Herausgeber der spanischsprachigen und in Cebu erscheinenden Tageszeitung El Precursor. 1926 wurde er Mitglied der Academia Filipina Correspondiente de la Real Española de la Lengua und wurde neben dem Großkreuz des spanischen Ordens Isabela la Catolica auch mit dem päpstlichen Ehrenorden Pro Ecclesia et Pontifice ausgezeichnet.
Er schrieb auch in Cebuano Bücher wie Ang Republikang Pilipinhon, Codigo und Roma. Er war ein Bruder des Erzbischofs von Jaro José Maria Cuenco.

## Weblink
- Homepage des Senats